# Jean Maignan
Pour les articles homonymes, voir Maignan.
Jean Maignan est un artiste français, l'un des peintres les plus marquants du XVIe siècle avec Jean Perrissin.

## Biographie
En 1595, il réalise avec Jean Perrissin et sous la direction de Pierre Matthieu les décors de l'entrée d'Henri IV. Il illustre également le brevet de la cérémonie. En 1598, il est sollicité, toujours avec Jean Perrissin, pour organiser la fête qui célèbre la paix de Vervins.

## articles connexes
- Lyon à la Renaissance